# Saurita sericea
Saurita sericea là một loài bướm đêm thuộc phân họ Arctiinae. Loài này được Gottlieb August Wilhelm Herrich-Schäffer mô tả năm 1854. Loài này có ở Panama và Rio de Janeiro, Brasil.